# Klenot TV (pořad)
Klenot TV je teleshoppingový pořad vyráběný společností Telemedia InteracTV Production Home Limited.
V České republice pořad vysílají TV Barrandov a Barrandov Kino, dříve ho vysílaly i Klenot TV, Barrandov Krimi, Prima Love, Joj Family, Barrandov News, TV Galerie a Óčko Star. V pořadu jsou nabízeny šperky a provází jej opakované stížnosti diváků, například na kvalitu šperků či problémy s reklamacemi. Rada pro rozhlasové a televizní vysílání udělila v říjnu 2017 TV Barrandov za odvysílání dílu pořadu z 23. srpna 2016 pokutu ve výši půl miliónu korun, za nekalou, respektive klamavou obchodní praktiku.
V říjnu 2019 bylo oznámeno, že maďarský teleshoppingový prodejce šperků Emporia Style plánuje spustit televizní stanici Klenot TV. Ta byla 10. prosince 2019 spuštěna, vysílání pořadu Klenot TV tak bylo z TV Galerie staženo a nahrazeno na stejnojmenné stanici.
Na Slovensku byl pořad vysílán v letech 2016–2017 na stanicích TV WAU a JOJ Plus pod názvem Klenot TV a na TV Doma a TV Dajto pod názvem Šperkománia.